# Tylopsis lilifolia
Tylopsis lilifolia är en insektsart som först beskrevs av Johan Christian Fabricius 1793.  Tylopsis lilifolia ingår i släktet Tylopsis och familjen vårtbitare. Inga underarter finns listade i Catalogue of Life.

## Bildgalleri

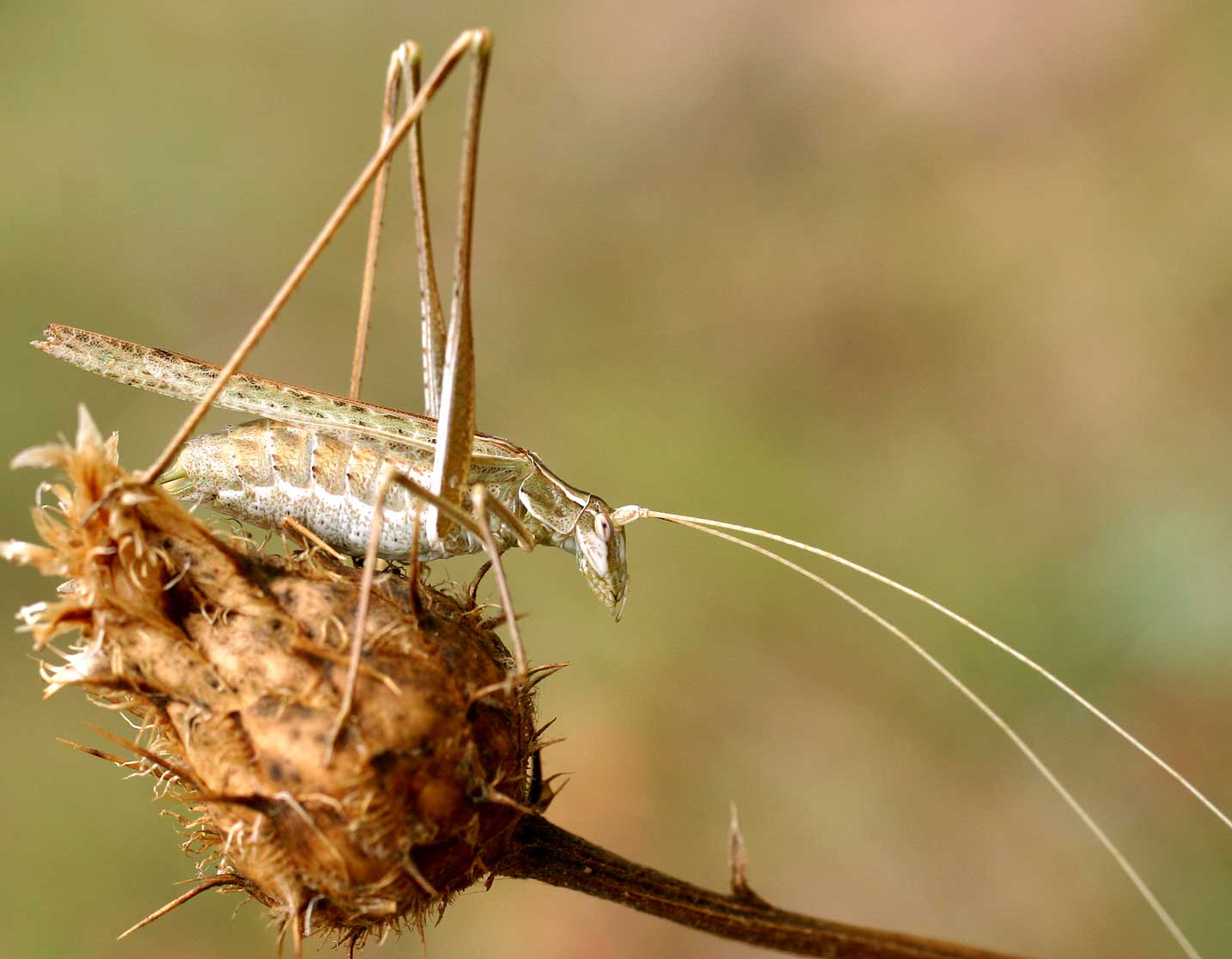
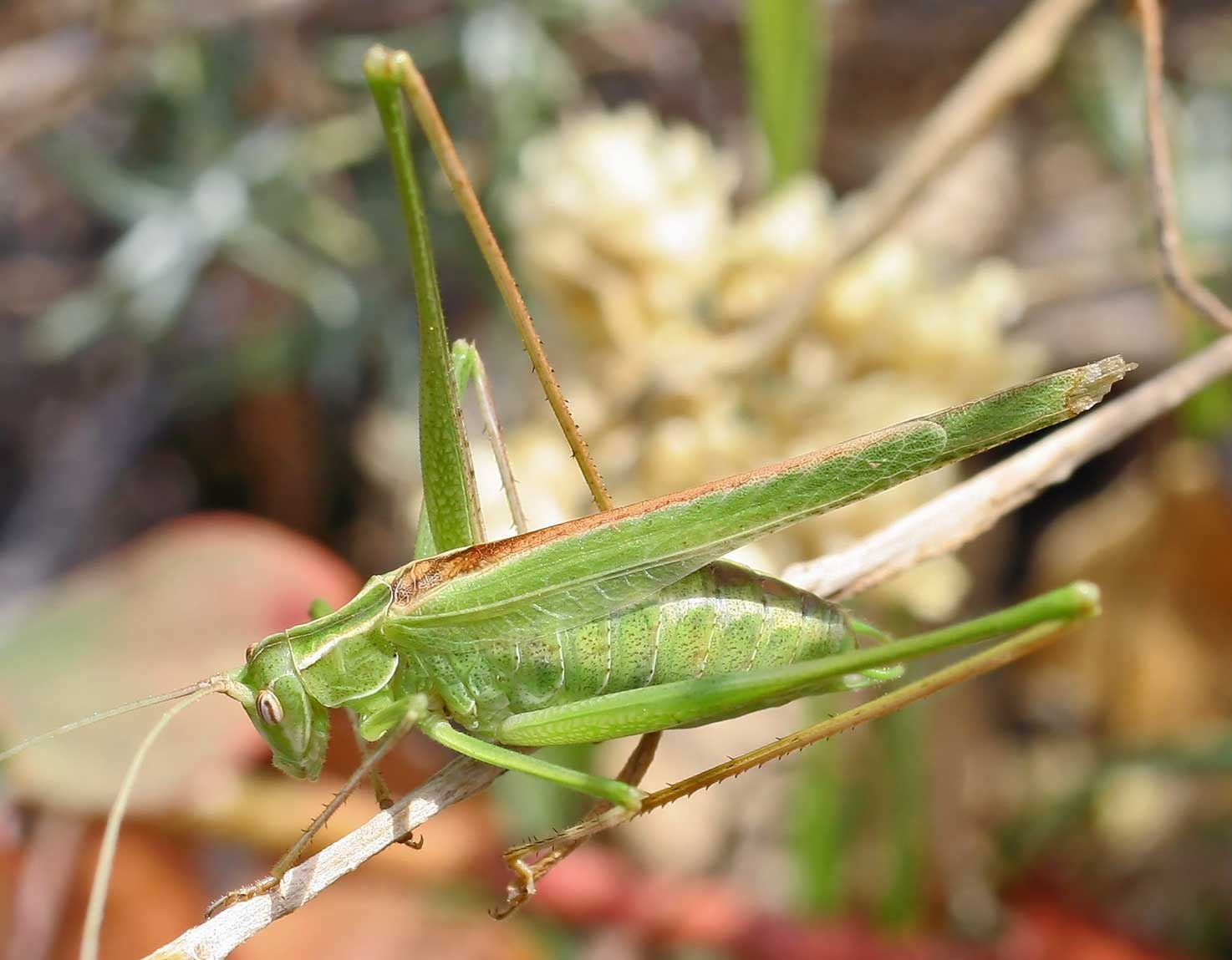
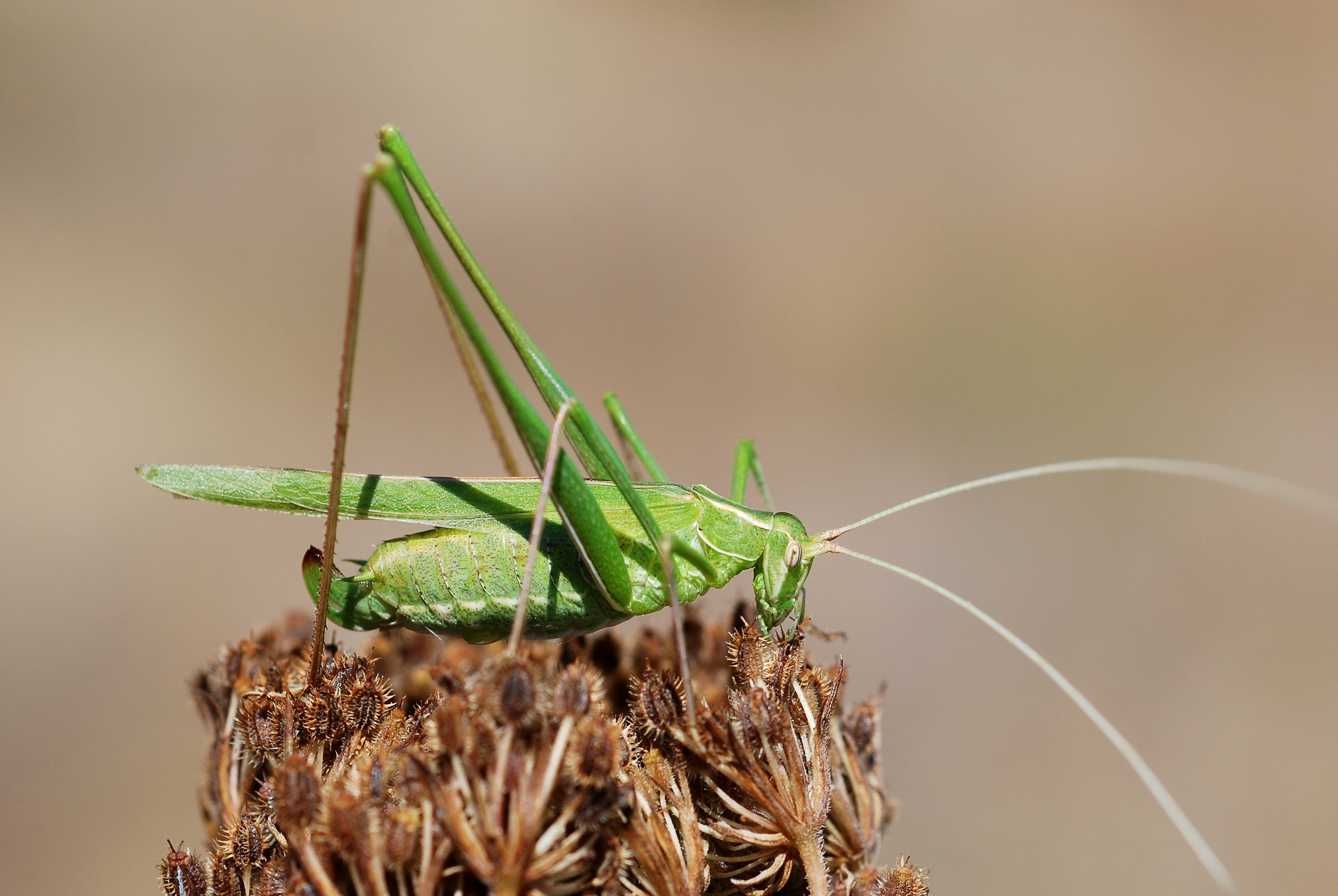
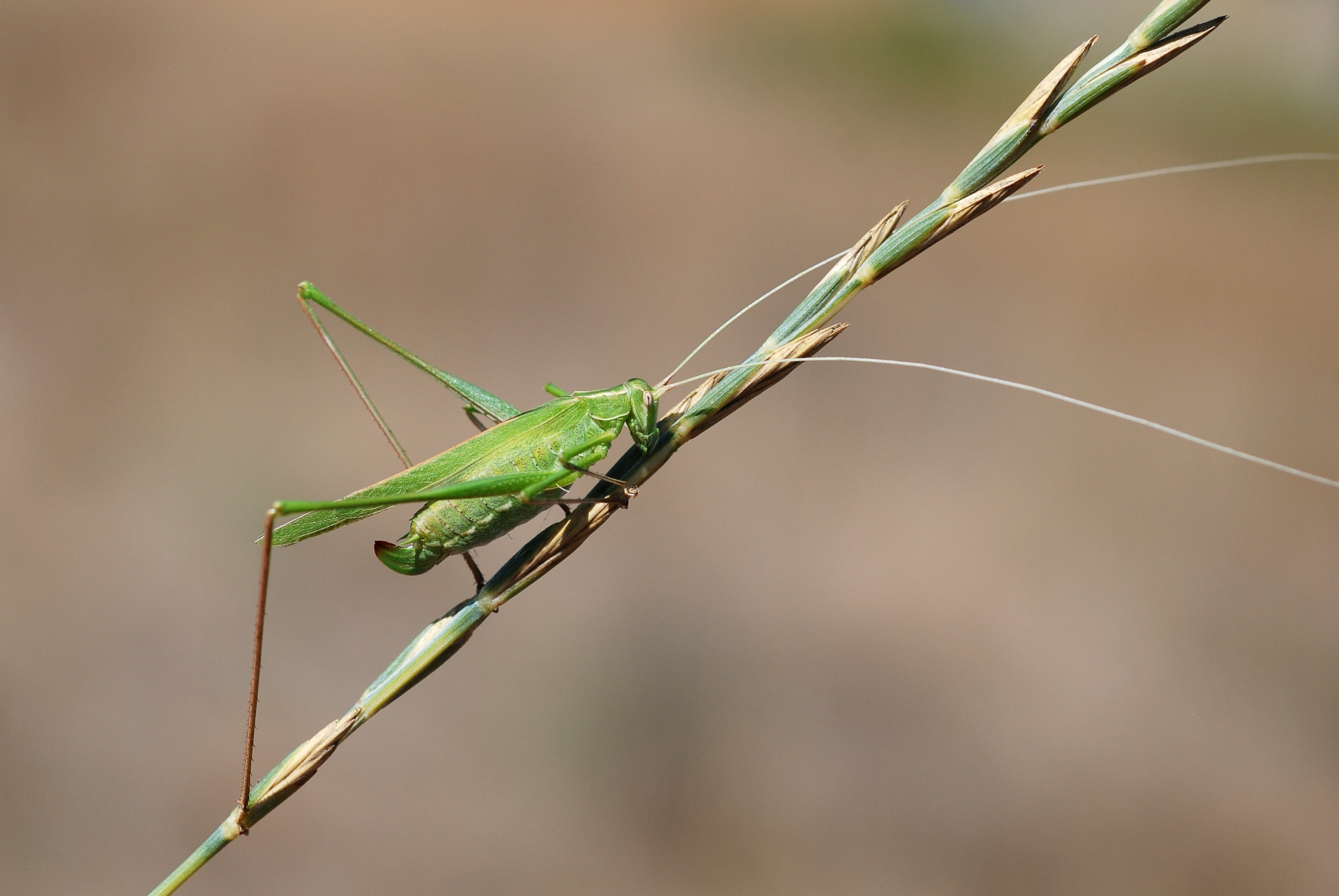
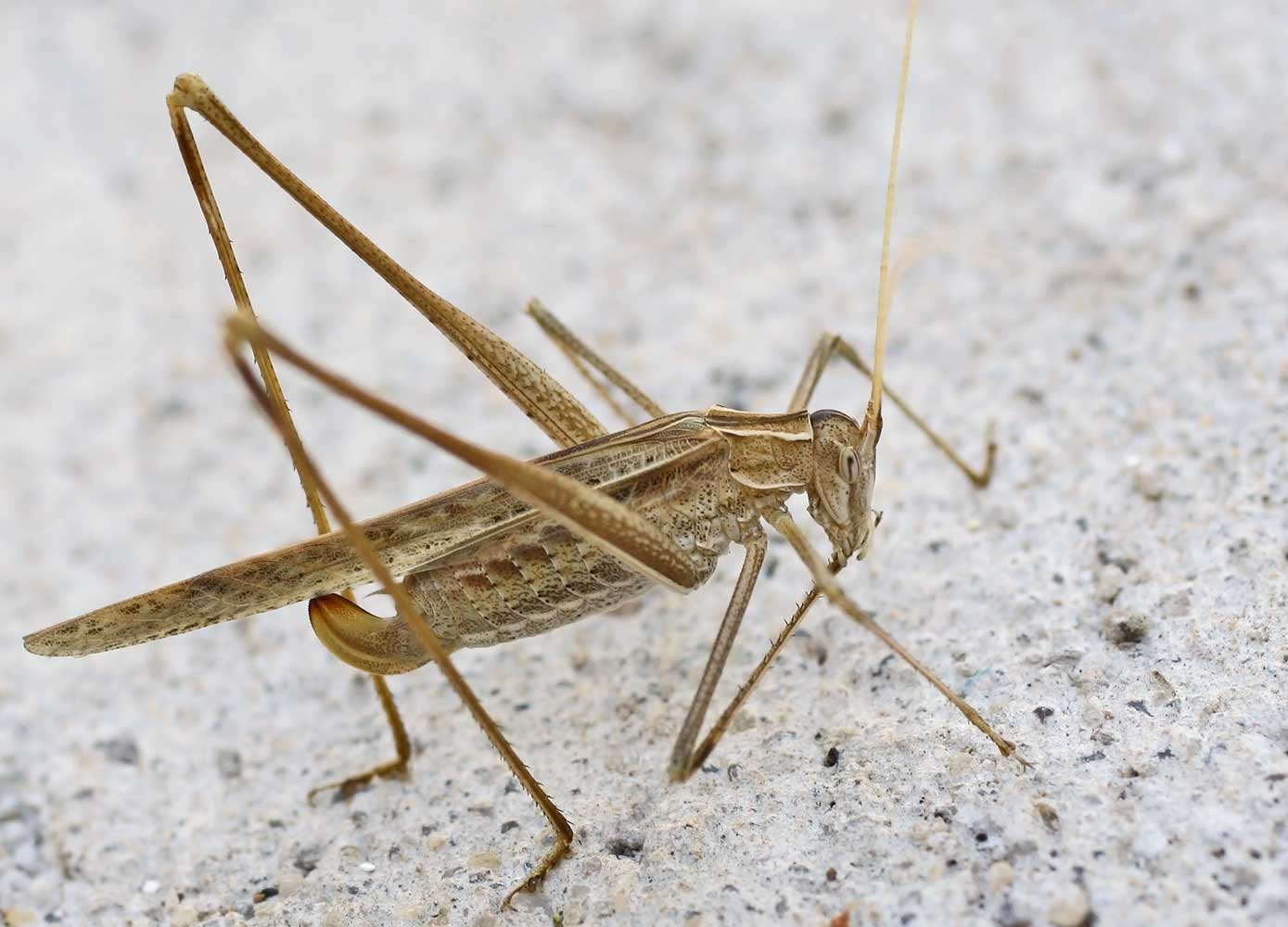
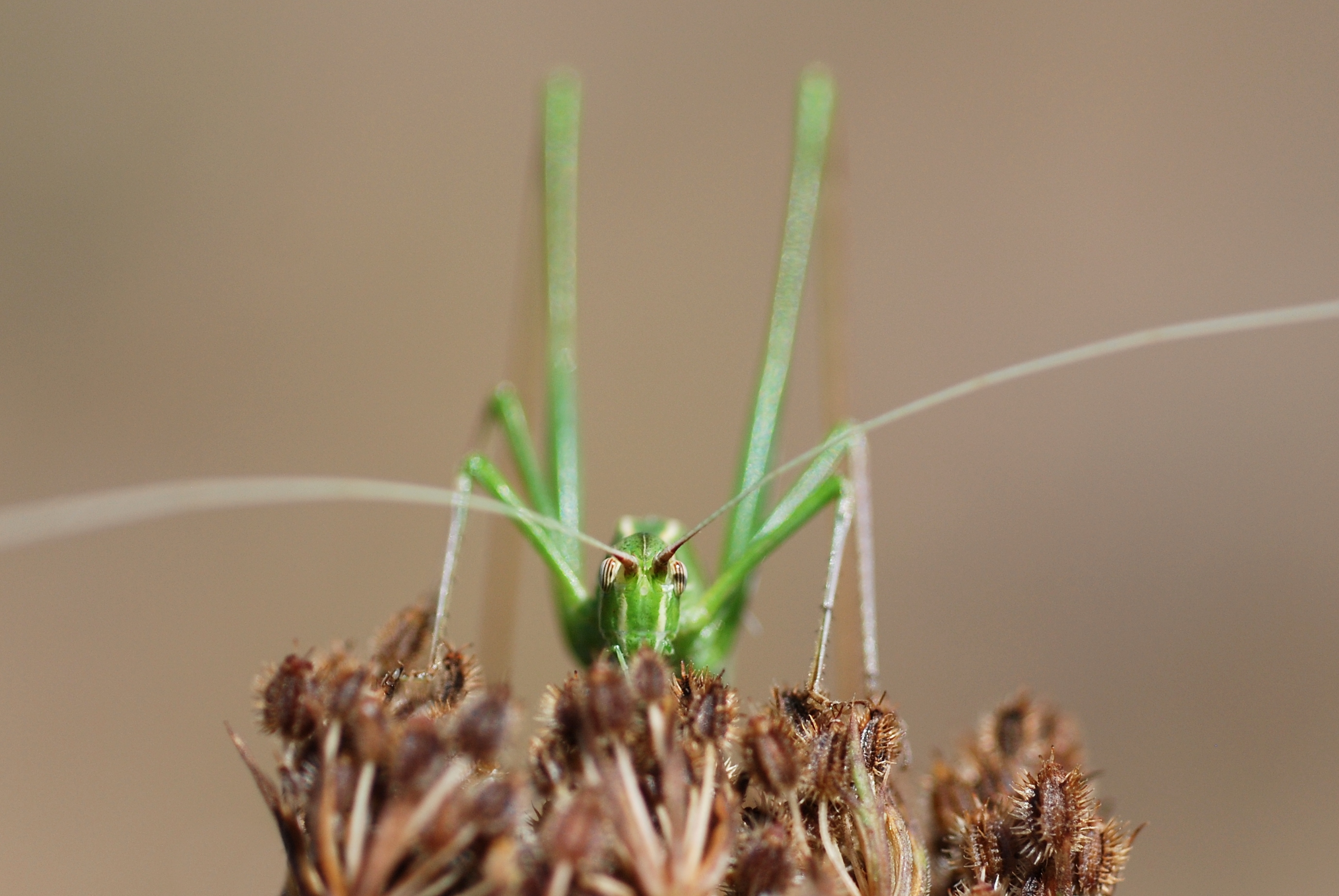